# 三商美邦人壽
三商美邦人壽保險股份有限公司（簡稱三商美邦、三商壽）（Mercuries Life Insurance Inc.），是一家總部設於台湾臺北市的人壽保險公司。

## 發展簡史
由三商企業、大眾商業銀行陳田錨家族與美國萬通金融集團合資創設，並由萬通集團提供商品規劃、精算等技術指導；三商企業買下萬通集團持股之後，成為一家純本土的壽險公司。
- 1993年7月：三商行成立「三商人壽保險股份有限公司」。
- 2001年：三商人壽與美商美國萬通保險（MassMutual）進行策略聯盟，改名為「三商美邦人壽保險股份有限公司」。
- 2004年：三商美邦人壽併購復華投信。

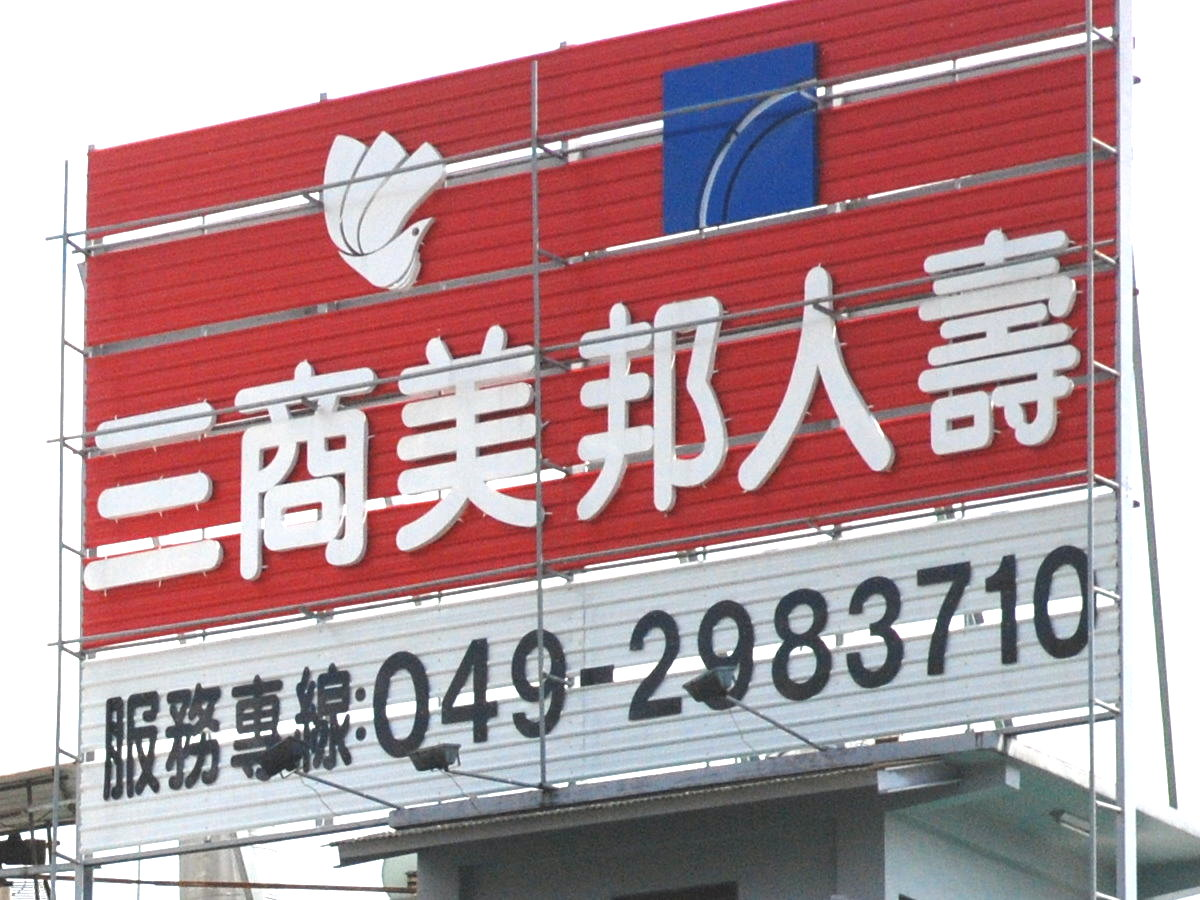
2010年以前，三商美邦人壽商標係三商企業商標與MassMutual金融集團商標並列

- 2009年：「三商美邦保險代理人股份有限公司」成立，三商美邦人壽同仁登錄可行銷產物保險保單。
- 2010年：三商美邦人壽與MassMutual金融集團結束策略聯盟，三商行將MassMutual金融集團之持股全數買回。
- 2012年12月18日：三商美邦人壽在臺灣證券交易所股票上市，股票代號2867。

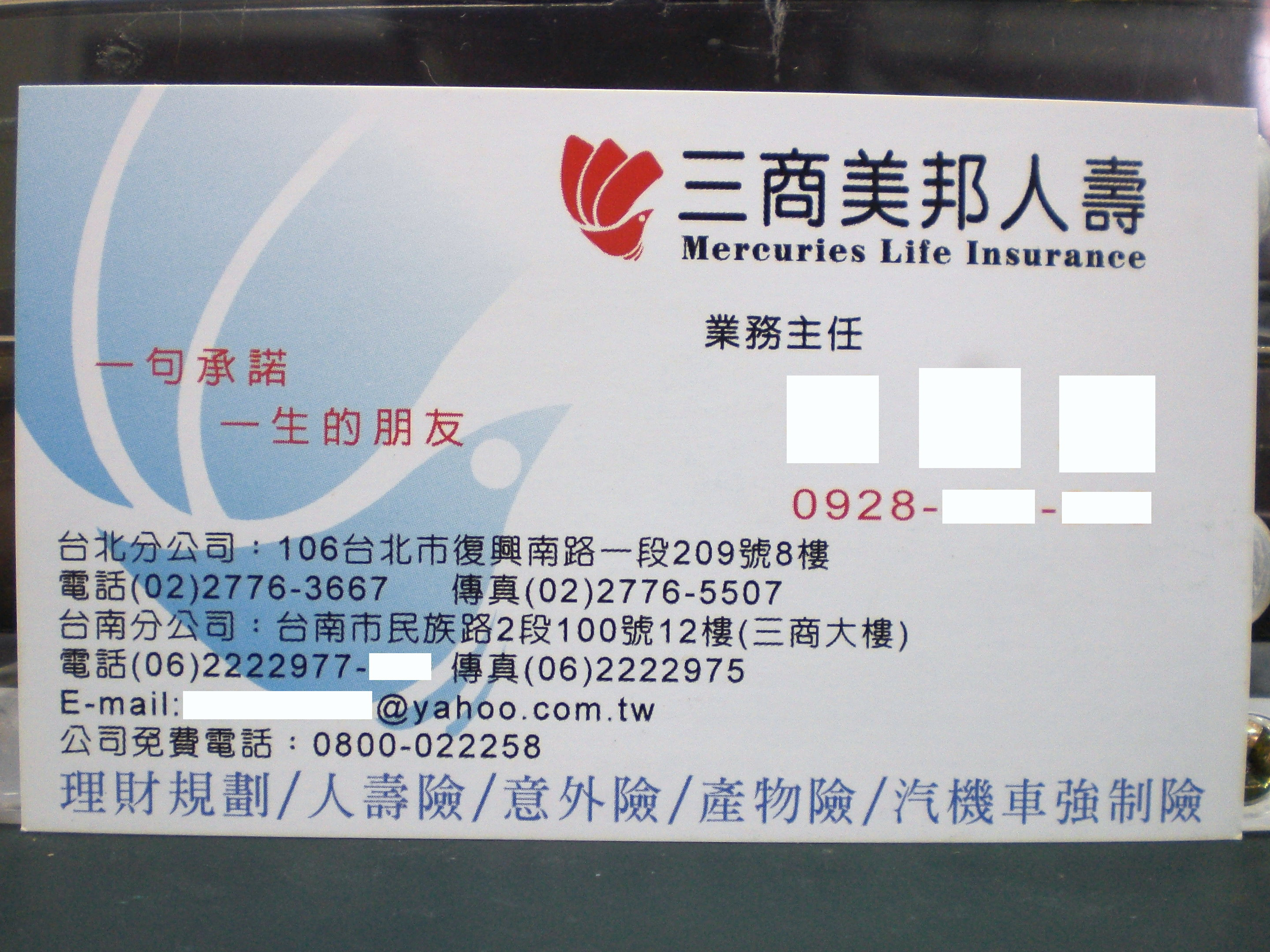
2013年三商美邦人壽員工名片

- 2015年4月2日：三商美邦人壽與華泰大飯店企業和國泰人壽合組的「南港國際一、二公司」，將於4月2日與臺灣鐵路管理局正式簽約，在南港調車場投資開發[2]。
- 2016年7月21日：三商美邦人壽、台銀人壽、國泰人壽、新光人壽、遠雄人壽贊助犯罪被害人保護協會1年期微型傷害保險[3]。
- 截至2017年第3季底，三商美邦人壽總資產已達到新台幣1.03兆元，成為繼國泰人壽、南山人壽、富邦人壽、新光人壽、凱基人壽、台灣人壽後，台灣第七個資產突破新台幣1兆元的壽險公司[4]。
- 2021年8月19日：三商美邦人壽宣布以總價新臺幣34億元購入臺北市內湖區石潭路全新商辦大樓作為企業總部，預計2022年中旬完成裝潢後搬遷。[5]
- 2022年4月14日：三商美邦人壽宣布兩大股東三商企業的陳家及翁家代表、董事長陳翔玠及副董事長翁翠君「完成階段性任務」雙雙請辭[6][7]，宣布全面交棒專業經理人。4月21日公布第一季財報鉅額虧損33億元，金管會表示三商美邦人壽虧損主要為投資策略導致收益不好所致，已密切監管中。[8]

## 聯名信用卡合作
- 1996年：三商人壽與玉山銀行合作發行認同卡。（目前已停發）
- 2016年12月13日：三商美邦人壽跟台新銀行合作發行聯名卡[9][10][11]。

## 品牌大使
- 2006年 辛曉琪 企業形象歌曲「承諾」
- 2009年  五月天
- 2012年-2014年 五月天
- 2015年 丁噹+五月天石頭
- 2016年 丁噹
- 2018年 丁噹+鼓鼓+曾宇謙

## 2013年品牌特別合作
- 恰恰-彭政閔
- 大師兄-林智勝
- 千秋王子-高志綱
- 棒球情人-高國輝

## 外部連結
- （繁體中文） 三商美邦（页面存档备份，存于）